# Angela Bourke
Angela Bourke (nacida Partridge) (1952) es una galardonada escritora bilingüe irlandesa, historiadora y académica que se centra en la tradición oral y de la literatura irlandesa en sus libros,  conferencias y radiodifusión. Además es granjera y enfermera.

## Biografía
Es una aborigen de Dublín, historiadora oral y académica, con un interés en la voz de las mujeres en el folclore. Formada en el University College Dublin, con una maestría en Estudios Celtas. En 1974, viajó a la Universidad de Bretaña Occidental comenzando estudios de posgrado 1974. Bourke completó su doctorado en poesía religiosa femenina del folclore irlandés, también por la Universidad de Dublín.
En la década de 1970, Bourke recogió canciones en Carna, Connemara. Y, fue la primera titular de una beca para escritores académicos "Princess Grace Irish Library" (Biblioteca Irlandesa Princesa Grace de Mónaco), en 2002. Ha viajado a otras universidades en Japón, Europa y los EE. UU. como invitada y profesora visitante, incluyendo la Universidad de Harvard a partir de 1992-1993.
Es profesora de  Lengua y Estudios irlandeses y Jefa de Irlandés Moderno en la UCD.

## Honores

### Membresías
- de la Royal Irish Academy.[6][7][8]

### Galardones
- Premio Frank O’Connor por Cuentos, 1992[2][9]

- Premio por el Irish Times Literature Prize por no ficción en 2000
- Premio American Conference for Irish Studies James S. Donnelly Prize, 2001 con The Burning of Bridget Cleary: A True Story[5][10]

## Obra

### Estudios de folclore & biográficos
- Caoineadh na dTrí Muire: Téama na Páise i bhfílocht bhéil na Gaeilge (Baile Átha Cliath: An Clóchomhar Tta, 1983)[5]

- The Burning of Bridget Cleary: A True Story (Londres: Pimlico 1999)[5] Random House, 2010 ISBN 1446412326, ISBN 9781446412329

- Maeve Brennan of the New Yorker (London: Jonathan Cape 2004)[5] Counterpoint LLC, 360 p. 2016 ISBN 1619027151, ISBN 9781619027152

### Ficción
- By Salt Water (Dublin: New Island 1996)[5]

- “Iníon Rí na Cathrach Deirge” (1989)[5]

- “Iníon Rí na Oileáin Dhorca (1991)[5]

### Miscelánea
- ‘Working and Weeping: Women’s Oral Poetry in Irish and Scottish Gaelic Poetry’, in Women’s Studies Working Papers, No. 7 (UCD Women’s Studies Forum 1988)

- Fish stone water: Holy Wells of Ireland, by Anna Rackard, introduced by Angela Bourke (Cork: Atrium 2001)

- The Field Day Anthology of Irish Writing, vols iv & v: Irish Women's Writing and Traditions (2002)  ed.[7]

- ‘Adventures with old things’, in The Dublin Review, 4 (2001): 5–13

## Otras fuentes
- Otherworldly Women and Neurotic Fairies: The Cultural Construction of Women in Angela Bourke's Writing; Tudor Balinisteanu; Irish University Review 37 (2, otoño - invierno, 2007): 492-516; publicó Edinburgh Univ. Press